# VV Set-Up'65
VV Set-Up'65 är en volleybollklubb från Ootmarsum, Nederländerna. Klubben grundades 1965.
Dess damlag har varit mest framgångsrikt, med en andraplats i Eredivisie och en finalplats i nederländska cupen som bästa prestation.